# 千歲站 (千葉縣)
千歲站（日语：／ Chitose eki */?）是位於千葉縣南房總市千倉町白子524號，東日本旅客鐵道（JR東日本）的內房線車站。

## 歷史
- 1927年（昭和2年）5月20日：千歲臨時停車場啟用[1]。
- 1930年（昭和5年）8月1日：升級為車站，千歲站啟用[1]。
- 1972年（昭和47年）7月1日：成為無人車站。
- 1987年（昭和62年）4月1日：伴隨國鐵分割民營化，車站由東日本旅客鐵道（JR東日本）營運[1]。
- 2007年（平成19年）2月：翻新車站大樓。
- 2009年（平成21年）3月14日：此站可以使用IC卡「Suica」[2]。成為東京近郊區間區域內[2]。

## 車站構造
此站是地面車站，設有1面1線的相對式月台。在內房線車站中，安房勝山站、那古船形站和此站均不可進行列車交會。月台可容納10卡車廂。
此站是由館山站管理的無人車站。車站內設有簡易Suica閘機、乘車站證明書發行機和廁所（濕廁）。從前，此站設有由棚車改造而成的候車室，現已撤走，現時設有現代化的候車室。
在2010年（平成22年）2月10日起，引入了外房線PRC型自動廣播系統（在路線上為內房線，但是由外房線CTC管轄）。

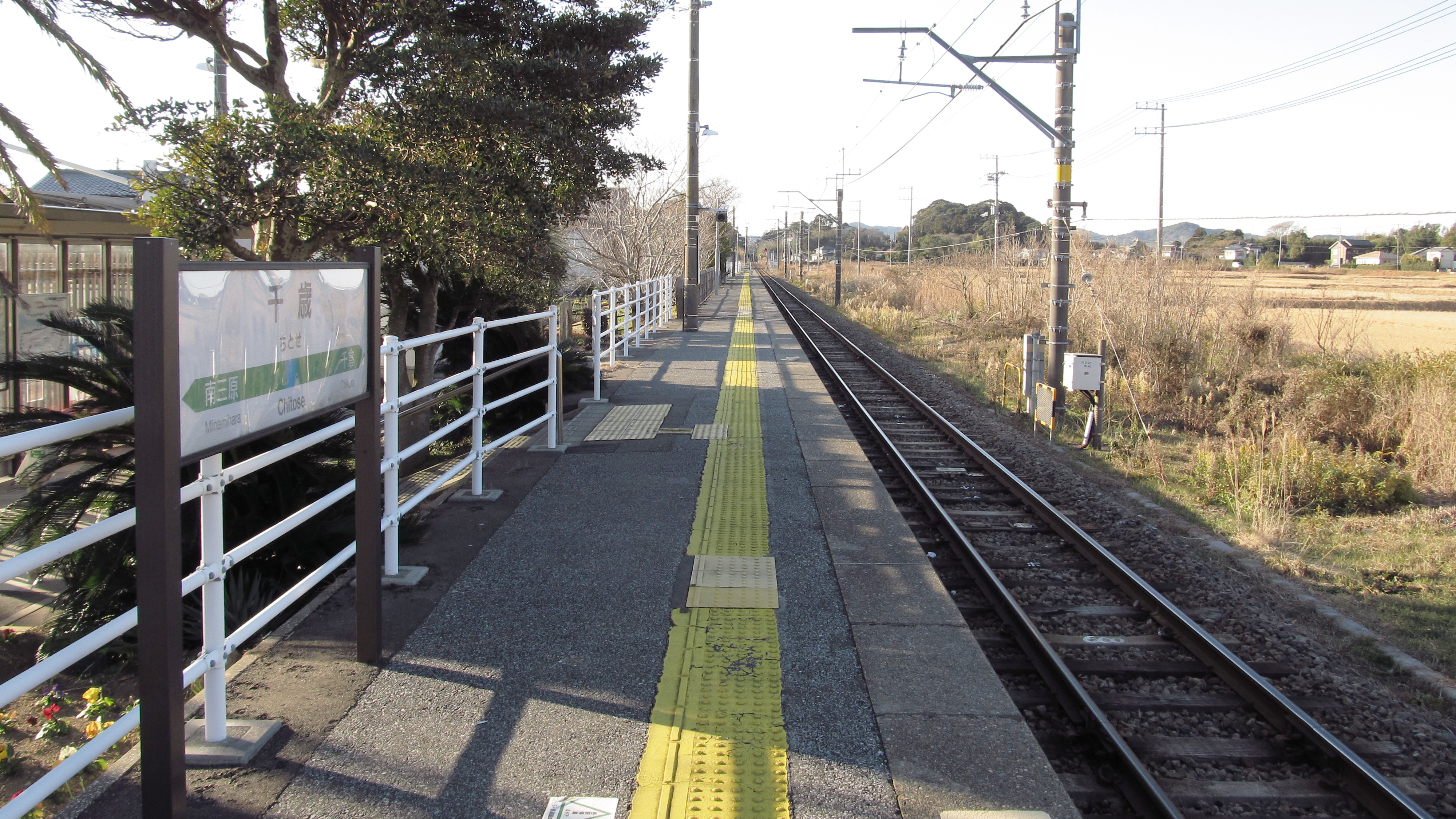
月台望向館山方向（2014年1月7日）
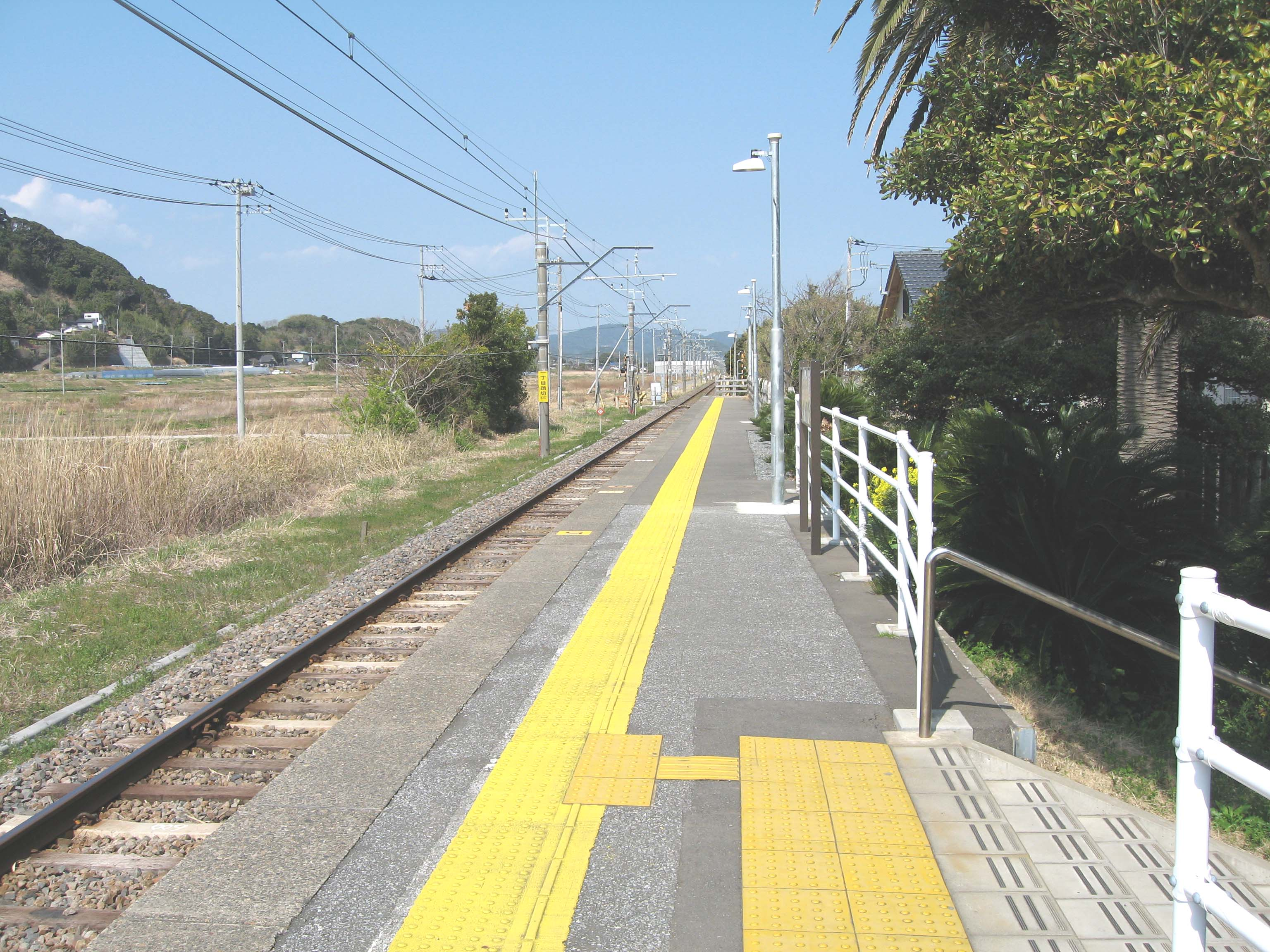
月台望向安房鴨川方向（2007年3月23日）
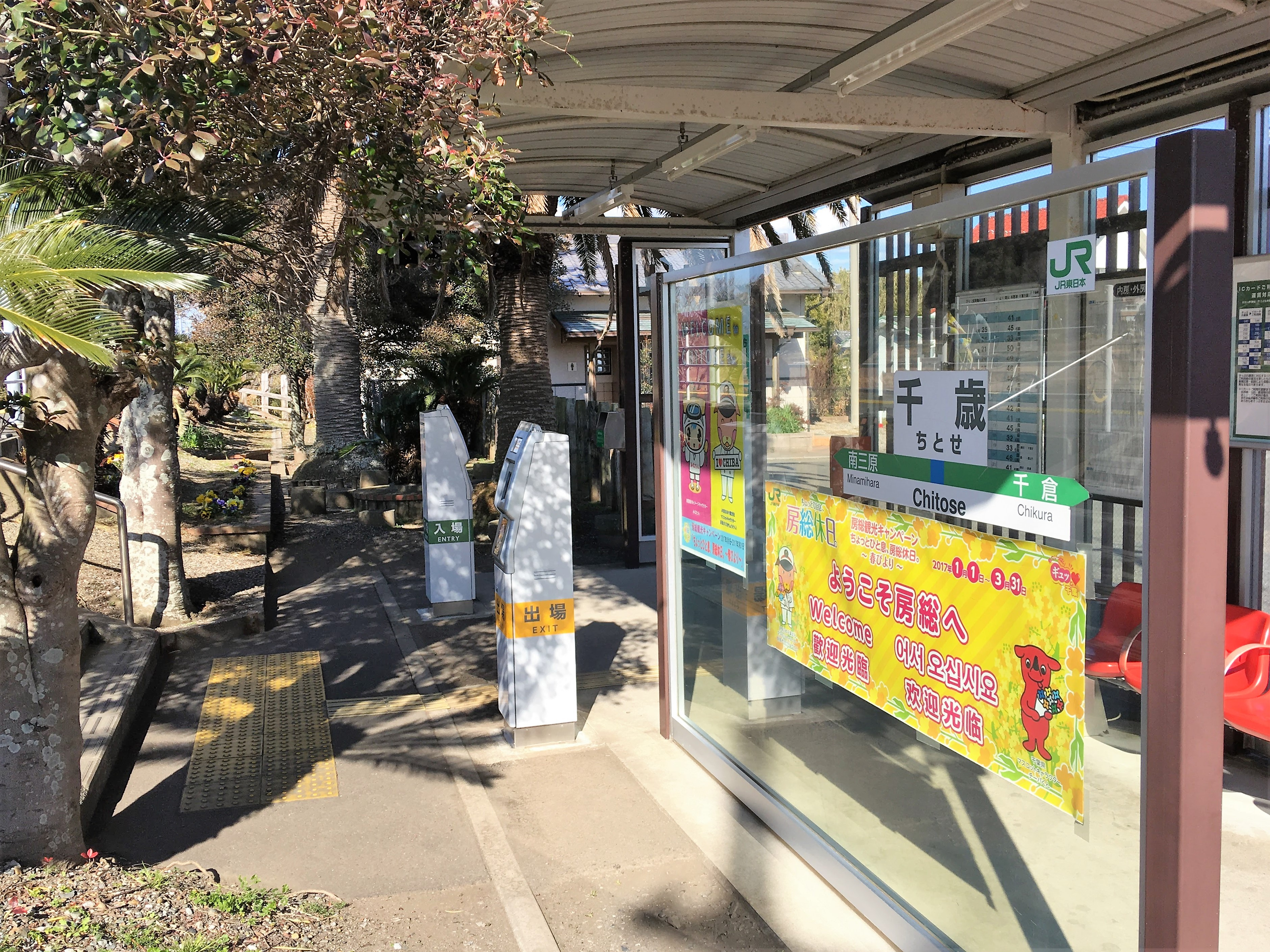
站內（2017年2月15日）
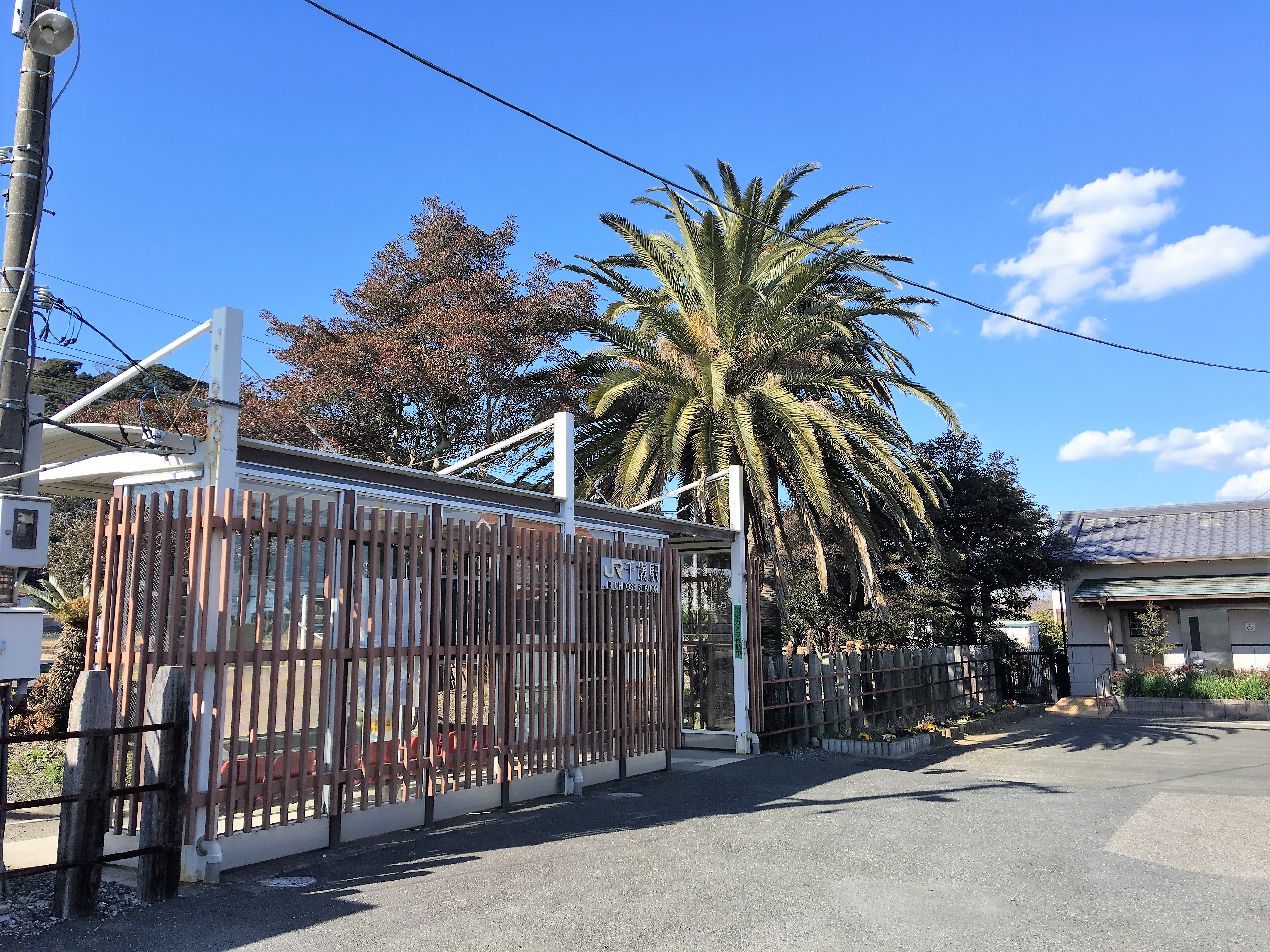
站前（2017年2月15日）
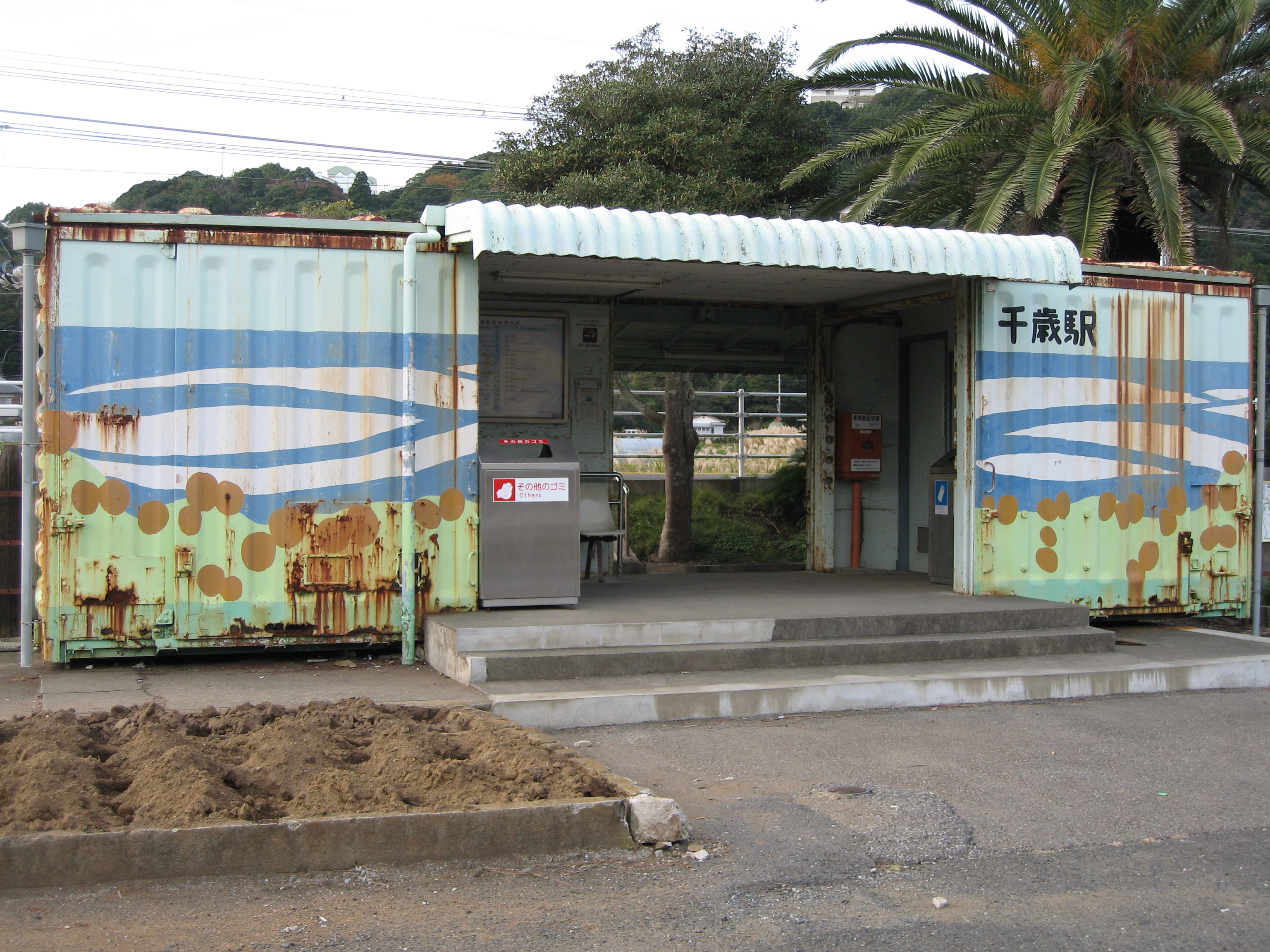
舊車站大樓（2006年11月25日）

## 使用狀況
在2006年（平成18年）度1日平均乘車人次為62人，以下為乘車人次變化列表：
| 乘車人次變化       | 乘車人次變化     | 乘車人次變化 |
| 年度               | 1日平均 乘車人次 | 參考資料     |
| ------------------ | ---------------- | ------------ |
| 1990年（平成02年） | 140              | [ * 1 ]      |
| 1991年（平成03年） | 135              | [ * 2 ]      |
| 1992年（平成04年） | 127              | [ * 3 ]      |
| 1993年（平成05年） | 119              | [ * 4 ]      |
| 1994年（平成06年） | 111              | [ * 5 ]      |
| 1995年（平成07年） | 111              | [ * 6 ]      |
| 1996年（平成08年） | 103              | [ * 7 ]      |
| 1997年（平成09年） | 86               | [ * 8 ]      |
| 1998年（平成10年） | 78               | [ * 9 ]      |
| 1999年（平成11年） | 79               | [ * 10 ]     |
| 2000年（平成12年） | 80               | [ * 11 ]     |
| 2001年（平成13年） | 80               | [ * 12 ]     |
| 2002年（平成14年） | 73               | [ * 13 ]     |
| 2003年（平成15年） | 73               | [ * 14 ]     |
| 2004年（平成16年） | 60               | [ * 15 ]     |
| 2005年（平成17年） | 60               | [ * 16 ]     |
| 2006年（平成18年） | 62               | [ * 17 ]     |

## 車站周邊
站前設有國道410號。沿國道向千葉縣道297號和田丸山線前進設有中小型商店和住宿設施（千倉溫泉）。車站入口個對面設有田園地帶。在安馬谷里山方向的山中設有汽車露營地和觀光農場等設施。
- 國道410號（日语：国道410号）
- 千葉縣道297號和田丸山線（日语：千葉県道297号和田丸山線）
- 安馬谷里山
- 千倉白子郵局
- 安馬谷里山Chip路
- 千歲海岸
- 白子（梅岡）番所蹟

## 相鄰車站
東日本旅客鐵道（JR東日本）
■內房線
千倉－千歲－南三原

## 注腳

### 使用狀況
1. ↑  千葉縣統計年鑑 （页面存档备份，存于）（日語） - 千葉縣
2. ↑  南房総市統計書「データで見る南房総」 （页面存档备份，存于）（日語） - 南房總市

千葉縣統計年鑑
1. ↑  千葉縣統計年鑑（平成3年） （页面存档备份，存于）（日語）
2. ↑  千葉縣統計年鑑（平成4年） （页面存档备份，存于）（日語）
3. ↑  千葉縣統計年鑑（平成5年） （页面存档备份，存于）（日語）
4. ↑  千葉縣統計年鑑（平成6年） （页面存档备份，存于）（日語）
5. ↑  千葉縣統計年鑑（平成7年） （页面存档备份，存于）（日語）
6. ↑  千葉縣統計年鑑（平成8年） （页面存档备份，存于）（日語）
7. ↑  千葉縣統計年鑑（平成9年） （页面存档备份，存于）（日語）
8. ↑  千葉縣統計年鑑（平成10年） （页面存档备份，存于）（日語）
9. ↑  千葉縣統計年鑑（平成11年） （页面存档备份，存于）（日語）
10. ↑  千葉縣統計年鑑（平成12年） （页面存档备份，存于）（日語）
11. ↑  千葉縣統計年鑑（平成13年） （页面存档备份，存于）（日語）
12. ↑  千葉縣統計年鑑（平成14年） （页面存档备份，存于）（日語）
13. ↑  千葉縣統計年鑑（平成15年） （页面存档备份，存于）（日語）
14. ↑  千葉縣統計年鑑（平成16年） （页面存档备份，存于）（日語）
15. ↑  千葉縣統計年鑑（平成17年） （页面存档备份，存于）（日語）
16. ↑  千葉縣統計年鑑（平成18年） （页面存档备份，存于）（日語）
17. ↑  千葉縣統計年鑑（平成19年） （页面存档备份，存于）（日語）

## 外部連結
- 車站資訊（千歲）：東日本旅客鐵道（日語）